# Морський півень малий
Морський півень малий (Chelidonichthys queketti) — вид риб з родини триглові (Triglidae). Поширений у Західному Індійському океані та півдні Мозамбіку, а також біля Столової бухти, Південна Африка, де їх можна зустріти на глибинах 150 метрів. Загальна довжина тіла до 35 см, тривалість життя — до 7 років. Цей вид має комерційне значення.